# Callyna pectinicornis
Callyna pectinicornis là một loài bướm đêm trong họ Noctuidae.